# 二角形

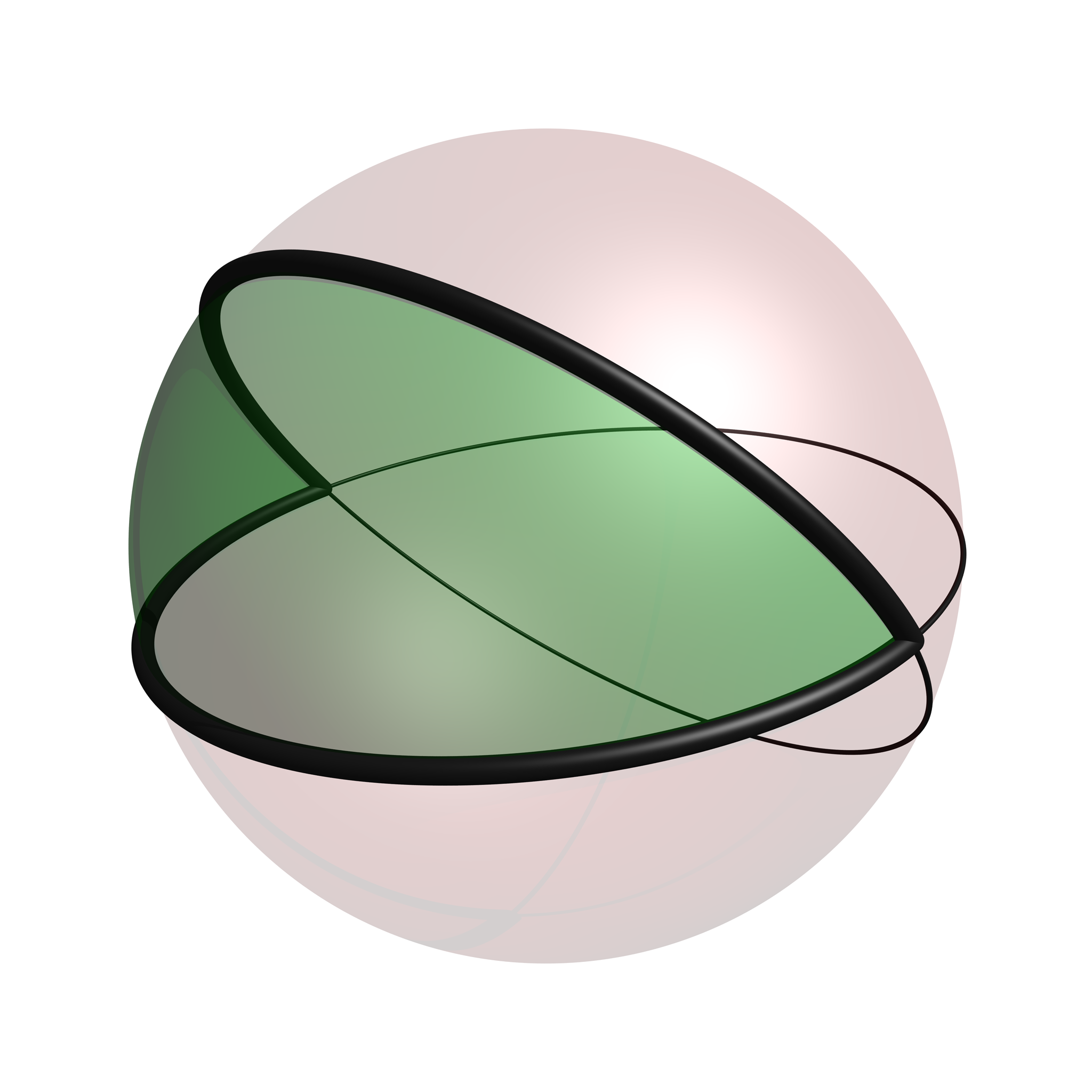
球面幾何における二角形

幾何学における二角形（にかくけい、にかっけい、英: digon）とは、2つの頂点とその間を結ぶ2つの辺とからなる多角形のことである。2点間を結ぶ辺が一意に定まるユークリッド幾何のような体系における二角形の実現を考えることは困難であるが、曲面上の幾何などいくつかの体系においては二角形を実現することができる。また、一般的な多面体の枠組みにおける退化した面を表しているとも考えられる。

## 球面上の二角形
球面幾何学において、二角形は2つの頂点と2つの辺からなる球面多角形のことである。球面上の図形であることを強調して球面二角形（きゅうめん - 、英: spherical digon）ともいう。月形（つきがた、英: lune）、球面月形（きゅうめんつきがた、英: spherical lune）ともいう。
- 月形の2つの頂点は、必ず互いの対蹠点となっている。したがって、辺の長さはいずれも大円の半周長に等しい。
- 月形の2つの内角は互いに等しい。
- 球面上の異なる2つの大円は、球面を4つの月形に分ける。このとき、隣り合わない2つの月形は合同である。
- 月形が球面上の領域として凸[注釈 2]であることは、内角が π 以下であることと同値である。凸な月形は、2つの半球面の共通部分として表せる。
- 単位球面上の月形について、その内角が θ ラジアンであるとき、月形の面積は 2θ である。これを2つの内角の和と考えると、球面 n 角形の面積と球過量 (Spherical Excess)[注釈 3]の関係を n≧2 で統一的に解釈できる。

球面二角形は球面幾何学における基本的な図形である。球面三角形の面積を球過量で表すジラールの公式（ジラールの定理）は、いくつかの球面二角形の面積を足し引きすることによって導出できる。